# 花座 (仙台市)
魅知国定席 花座（みちのくじょうせき はなざ）は、宮城県仙台市青葉区に所在する定席寄席である。

## 概要
仙台市青葉区一番町4丁目に、2018年4月1日開場。席数は最大40席。三大都市圏以外としては唯一の定席寄席である。
1 - 5日および25 - 30日の毎月10日間は、落語芸術協会による定席興行「魅知国仙台寄席（みちのくせんだいよせ）」を実施。それ以外の日は漫才やマジック等の定番演芸会を開催する。
2023年3月から、入場料等の支払にクレジットカード・各種電子マネーの使用が可能となった。

## 前史
明治から大正期にかけては「笑福亭」等の寄席が仙台市内に複数存在していたが、消滅していた。
2010年6月より、株式会社 BBIが、町おこしの一環として仙台三越のフードコートの一角で「魅知国仙台寄席」を月1回開催。東日本大震災によって仙台三越のフードコートが閉鎖されたが、会場を変えながら継続して開催。定席の開設に至った。

## 歴史
- 2020年3月3日～3月11日と4月1日～5月31日まで、新型コロナウイルス感染拡大防止のため公演を中止。検温・換気などで感染予防の対策を立て、高座前にアクリル板を置き、入場者数を制限するなどして6月1日より公演を再開した[4]。
- 2021年1月7日に一都三県へ発令された緊急事態宣言を受け、発令地域からの人の移動を避け関係者と観客の安全を図るために、1月下席(1月26日～30日）・2月上席（2月1日～5日）の全公演と1月半ばからの一部の落語会の中止を決定した。
- 2021年3月18日に発令された宮城県独自の緊急事態宣言を受け、3月19日から21日までの6公演を中止とした。26日からの3月下席から感染対策をさらに強化して再開。
- 2022年、新型コロナウイルスの感染拡大状況を踏まえ、2月上席（2月1日～2月5日）の全公演と9日の1公演を中止・延期とした。
- 2025年3月27日は東北新幹線が強風により東京 - 盛岡間で7時間以上運転を見合わせた影響で主任の雷門小助六が仙台に到着できず[5]、午前の部は地元芸人のみの公演、午後の部は東京から到着した前座と二ツ目を交えての公演となった[6]。

## 交通アクセス
- 仙台市地下鉄南北線 勾当台公園駅から徒歩1分

## 名誉館長
- 桂歌丸[7]

## 席亭
- 白津守康（しらつ もりやす）：1962年仙台市出身、仙台南高校・東北学院大学卒[8]。2005年度仙台商工会議所青年部第4代会長を務めた[9]。